# Nepomuki Szent János
Nepomuki János (csehül: Jan Nepomucký); egyházi nevén Nepomuki Szent János (Nepomuk, Csehország, 1340 és 1350 között – Prága, 1393. március 20.) cseh pap, egyházjogász, keresztény vértanú, a katolicizmusban Csehország védőszentje.
A katolikus egyház mártírnak és szentnek tekinti. A nacionalisták az uralkodói beavatkozás cseh mártírjának tartják. A legtöbb történész a világi uralkodók és a katolikus egyház közötti invesztitúraharc késői áldozataként jellemzi.

## Élete
Nepomuki János valamikor 1340 és 1350 között született, a csehországi Pomuk (ma Nepomuk) városkában, Plzeň (németül Pilsen) közelében, német–cseh ősökkel rendelkező szülők gyermekeként. Gyermekkoráról nincsenek adatok.
1369-ben császári jegyző lett a prágai érseki kancellárián. 1380-ban szentelték a prágai dóm papjává. Ezután jogot tanult Prágában, majd a Padovai Egyetemen. Itt lett 1387-ben az egyházjog doktora.
1389-ben Jenštejni János prágai érsek kinevezte általános helynökévé. Ezekben az években nagyon feszült volt a viszony az érsek és az uralkodó, IV. Vencel cseh és német-római király között. 1392-ben az érsek panaszlevelet adott át a királynak, amiben sérelmezte az egyház és a klérus elnyomását, és sürgette a helyzet jogi tisztázását. A király a levélre nem válaszolt, hanem elhatározta, hogy egy új püspökség létrehozásával csökkenti a prágai érsek gazdasági és egyházi hatalmát. E királyi terv meghiúsításában szerepe volt az érseki helynöknek, aki nem azt a személyt nevezte ki a kladraui (ma Kladruby) bencés kolostor apátjának, akit a király a létrehozandó új püspökség élére akart állítani.
Csak fél évszázaddal későbbi források említik először, hogy a király haragját nemcsak ez az intézkedés váltotta volna ki, hanem az is, hogy Nepomuki János, Johanna királyné gyóntatója, nem volt hajlandó megszegni a gyónási titkot. Vagyis a féltékeny király fenyegetőzése ellenére sem árulta el, hogy mit vallott be gyónásában a hűtlenséggel gyanúsított királyné. Hogy ez utóbbi esemény valóban megtörtént-e, nem bizonyítható. Azt viszont tényként fogadják el a történészek, hogy a király 1393-ban elfogatta Jánost, kegyetlenül megkínoztatta (a kínzásban állítólag személyesen is részt vett), és végül a Károly hídról a Moldva folyóba dobatta.
János holttestét az érsek a prágai Szent Vitus-székesegyházban helyeztette örök nyugalomra. Vértanúságának híre hamar elterjedt, de szentté avatására csak évszázadokkal később került sor.

## Emlékezete
A katolicizmusban Csehország, továbbá a folyók, hidak, hajósok, vízimolnárok, halászok védőszentje. A gyónási titok mártírjaként tartják számon. Egyes helyeken a fuldoklók, illetve a bányászok, sóbányászok védőszentje. Az idők folyamán több sóbányában, illetve sóbányászattal kapcsolatos településen templomot, kápolnát szenteltek neki, szobrokat emeltek, sőt Aknasugatagon bányát is neveztek el róla.

### Szentté avatása
XIII. Benedek pápa 1729-ben a szentek sorába iktatta. Emléknapja: május 16. Szentté avatása után egyes nyelvterületeken a legnépszerűbb újkori szent lett.
A Husz János föllépése óta, a 15. századtól cseh földön elterjedt huszita vallásos mozgalom szintén hozzájárulhatott tiszteletének kialakulásához. Mivel Vencel és második felesége, Zsófia, támogatta az újító Huszt, többek szerint Nepomuki János tisztelete és szentté avatása a huszitizmus elleni tudatos támadásnak is tekinthető.

### Róla elnevezett templomok, kápolnák
- Nepomuki Szent János-templom (Hradzsin), Csehország
- Nepomuki Szent János-zarándoktemplom, Csehország
- Horgos, Paripás, Szerbia
- Ipolykeszi, Szlovákia

Magyarországon
Marcaltő Nepomuki Szent János plébániatemplom https://funiq.hu/2132-nepomuki-szent-j%C3%A1nos-templom-marcalt%C5%91
- Árpás – Nepomuki Szent János-kápolna,[5]
- Budapest, Rákoscsaba – Nepomuki Szent János Főplébániatemplom,
- Ceglédbercel – Nepomuki Szent János-templom.
- Csolnok – Nepomuki Szent János plébániatemplom,
- Dunabogdány – Nepomuki Szent János plébániatemplom,
- Dunaföldvár – Nepomuki Szent János-kápolna,
- Gyömrő – Nepomuki Szent János-templom (Öregtemplom),
- Halászi – Nepomuki Szent János-kápolna,
- Károlyfalva – Nepomuki Szent János templom
- Pusztafogacs – Nepomuki Szent János kápolna
- Rábasebes – Nepomuki Szent János templom
- Sopron – Nepomuki Szent János-kápolna,[5]
- Szólád - Nepomuki Szent János-templom
- Zalacsány – Nepumuki Szent János-kápolna (belső templom)
- Tápszentmiklós - Nepumuki Szent János - templom
- Tiszaigar – Nepomuki Szent János-templom
- Csákánydoroszló - Nepomuki Szent János templom és plébánia

Romániában
- Aknasugatag, Nepomuki Szent János-kápolna,
- Balánbánya,
- Csíksomlyón,
- Fugyivásárhely,[6]
- Parajd, sóbánya – Nepomuki Szent János védelmébe ajánlott föld alatti ökumenikus kápolna,[7] Farkaslakán a római katolikus templom az ö tiszteletére szentelve (titulusa), oltárkép és szobor.
- A Szatmári római katolikus egyházmegyében a gilvácsi, lajosvölgyihutai, misztbányai, rónaszéki, szigetkamarai templomok és a mezőpetri kápolna titulusa.[8][9]
- Szilágycseh, Nepomuki Szent János templom,
- A Temesvári római katolikus egyházmegyében a bakóvári, lippai, perjámosi, tiszafai, szörénybuzási, öthalmi plébániatemplomok titulusa.[10]

### Szobrok a tiszteletére
Közép-Európában, főként a barokk korban, számos szobrot emeltek a tiszteletére.

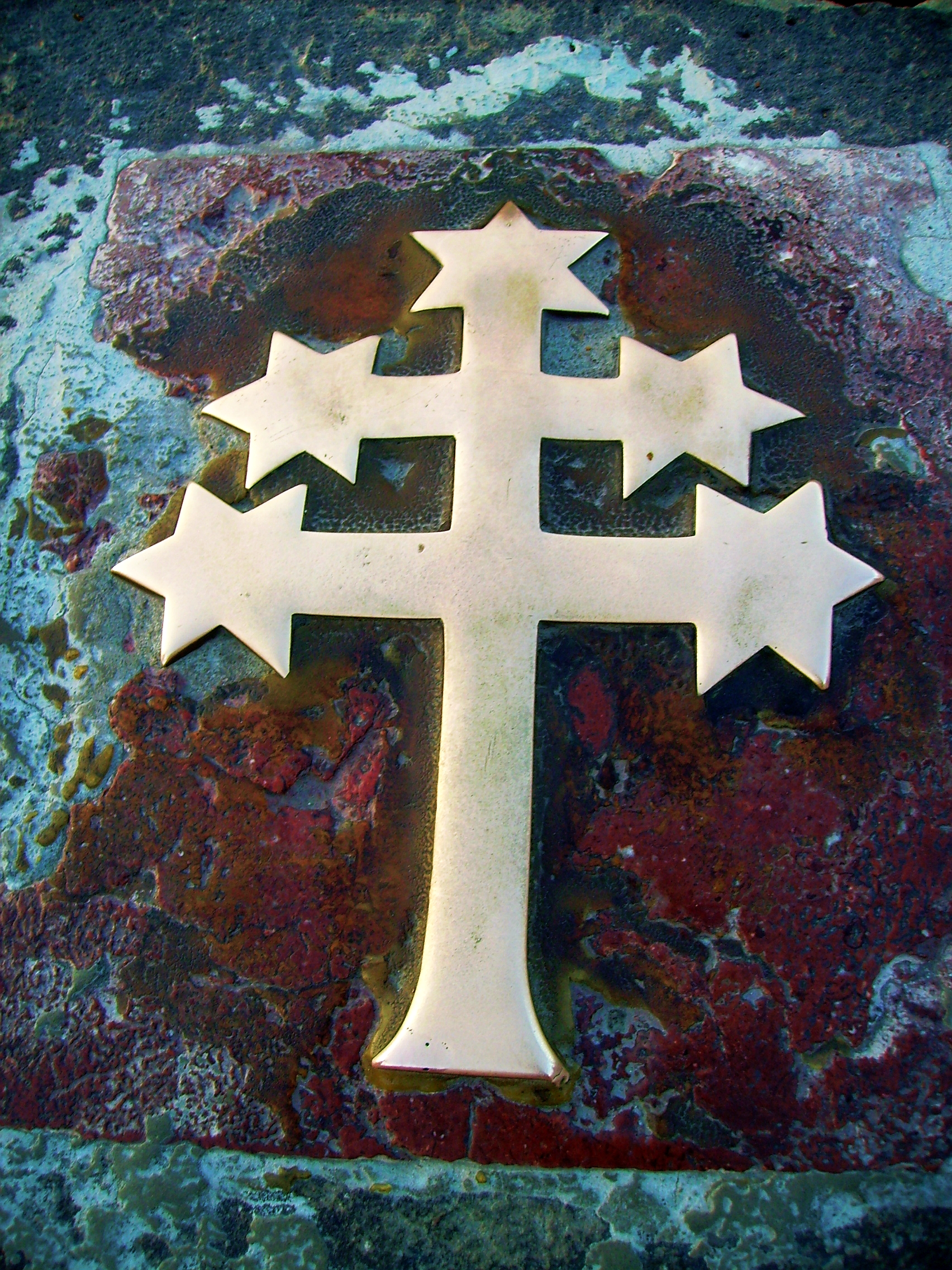
Halálának helyét jelző rézkereszt a Moldva fölött átívelő prágai Károly híd korlátján
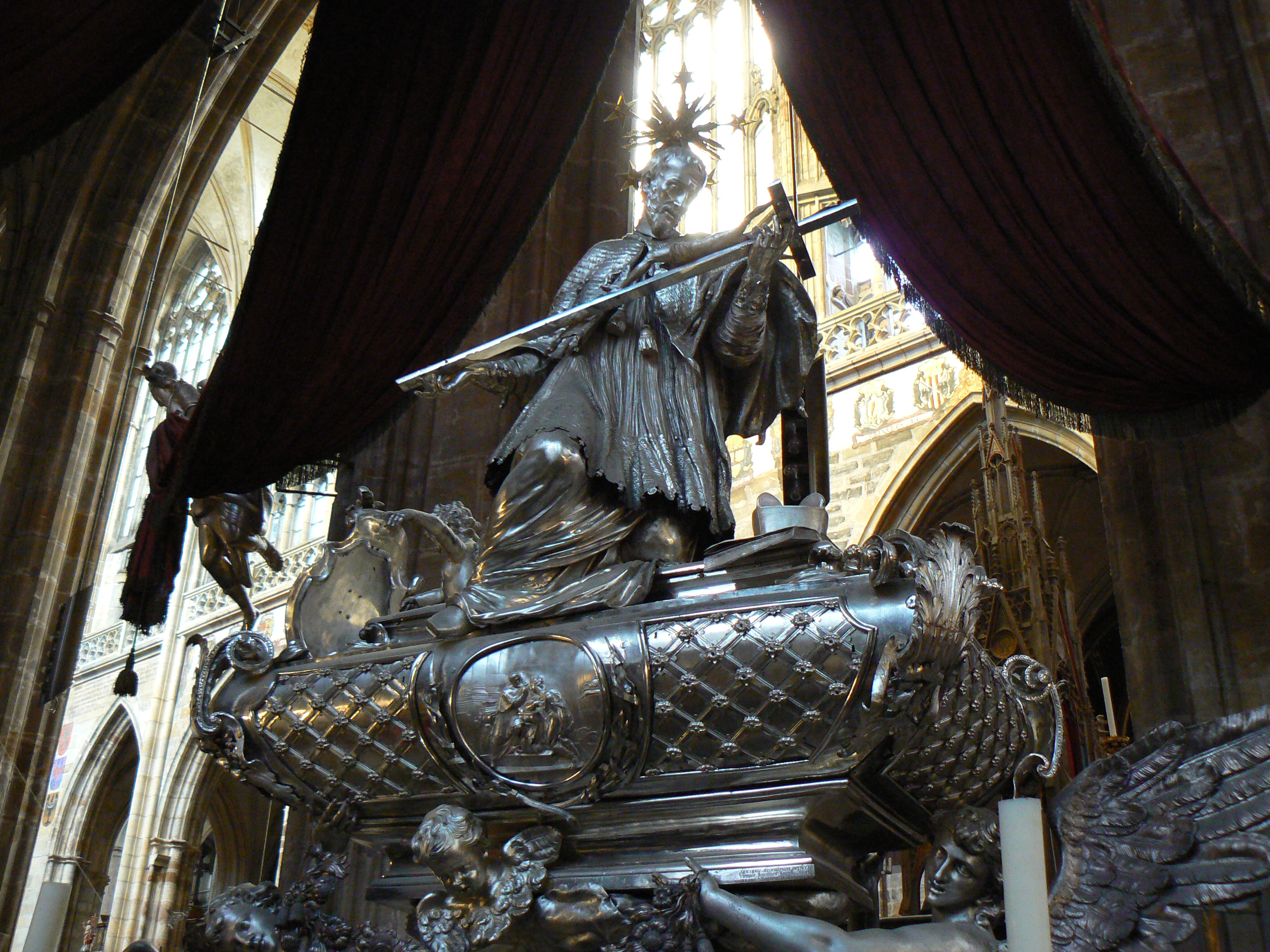
Nepomuki Szent János síremléke a Szent Vitus-székesegyházban
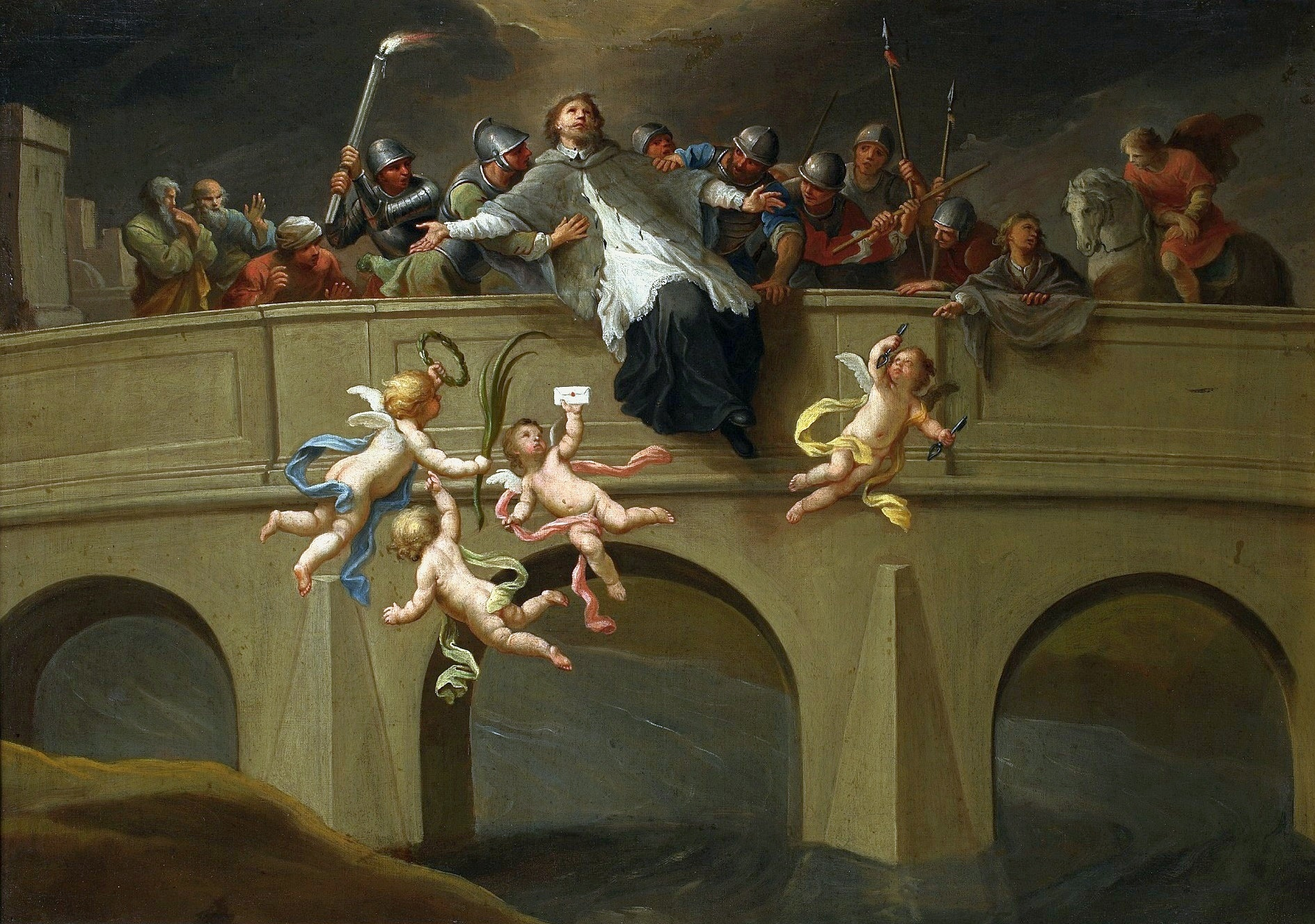
Szymon Czechowicz: Nepomuki Szent János mártíromsága (1750)